# Campionati europei di slittino 2021
I Campionati europei di slittino 2021 sono stati la cinquantaduesima edizione della rassegna continentale europea dello slittino, manifestazione organizzata dalla Federazione Internazionale Slittino. Si tennero il 9 e il 10 gennaio 2021 a Sigulda, in Lettonia, sulla Siguldas bobsleja un kamaniņu trase, la pista sulla quale si svolsero le rassegne continentali del 1996, del 2010, del 2014 e del 2018; furono disputate gare in quattro differenti specialità: nel singolo uomini, nel singolo donne, nel doppio e nella prova a squadre.
Anche questa edizione, come ormai da prassi iniziata nella rassegna di Paramonovo 2012, si svolse con la modalità della "gara nella gara" contestualmente alla sesta tappa della Coppa del Mondo 2020/2021 premiando gli atleti europei meglio piazzati nelle suddette quattro discipline.
Vincitrice del medagliere fu la nazionale russa, che conquistò due titoli sui quattro in palio e tre medaglie sulle dodici assegnate in totale: quelle d'oro furono ottenute da Tat'jana Ivanova nell'individuale femminile e nella prova a squadre dalla formazione russa costituita dalla stessa Ivanova assieme a Semën Pavličenko, Vsevolod Kaškin e Konstantin Koršunov; nel singolo maschile il primo posto fu appannaggio del tedesco Felix Loch mentre nel doppio la vittoria andò ai lettoni Andris Šics e Juris Šics. Gli atleti che riuscirono a salire per due volte sul podio in questa rassegna continentale furono la russa Tat'jana Ivanova, l'unica ad essersi aggiudicata due medaglie d'oro, i tedeschi Felix Loch e Natalie Geisenberger e i lettoni Andris Šics e Juris Šics.
Per la seconda volta, all'interno della gara principale, sono stati assegnati anche i titoli europei under 23 nelle discipline del singolo e del doppio.

## Risultati

### Singolo donne
La gara fu disputata il 10 gennaio 2021 nell'arco di due manches e presero parte alla competizione 32 atlete (di cui 9 non superarono la Nations Cup, gara di qualificazione disputata il venerdì precedente) in rappresentanza di 14 differenti nazioni. Campionessa uscente era la russa Tat'jana Ivanova, la quale confermò il titolo anche in questa edizione aggiudicandosi il quinto alloro continentale dopo quelli vinti nel 2010, nel 2012, nel 2018 e nel 2020, davanti alla tedesca Natalie Geisenberger, già quattro volte campionessa europea (nel 2008, nel 2013, nel 2017 e nel 2019), e all'altra atleta russa Viktorija Demčenko, che confermò il bronzo vinto nell'edizione del 2020.
La speciale classifica riservata alle atlete under 23 vide primeggiare la lettone Elīna Ieva Vītola sull'austriaca Madeleine Egle e l'ucraina Julianna Tunyc'ka, giunte rispettivamente quinta, nona e dodicesima assolute.
| Pos. | Atlete               | Nazione  | 1ª manche | 2ª manche | Totale   | Distacco |
| ---- | -------------------- | -------- | --------- | --------- | -------- | -------- |
|      | Tat'jana Ivanova     | Russia   | 41"834    | 41"760    | 1'23"594 |          |
|      | Natalie Geisenberger | Germania | 41"829    | 41"817    | 1'23"646 | +0"052   |
|      | Viktorija Demčenko   | Russia   | 41"882    | 41"873    | 1'23"755 | +0"161   |
| 4    | Julia Taubitz        | Germania | 41"968    | 41"936    | 1'23"904 | +0"904   |
| 5    | Elīna Ieva Vītola    | Lettonia | 42"005    | 41"989    | 1'23"994 | +0"400   |
| 6    | Elīza Tīruma         | Lettonia | 42"014    | 42"011    | 1'23"025 | +0"431   |
| 7    | Ulla Zirne           | Lettonia | 42"029    | 42"034    | 1'23"063 | +0"469   |
| 8    | Ekaterina Katnikova  | Russia   | 42"035    | 42"045    | 1'24"080 | +0"486   |
| 9    | Madeleine Egle       | Austria  | 42"022    | 42"092    | 1'24"114 | +0"520   |
| 10   | Dajana Eitberger     | Germania | 42"141    | 42"152    | 1'24"293 | +0"699   |

Nota: in grassetto il miglior tempo di manche.

### Singolo uomini
La gara fu disputata il 9 gennaio 2021 nell'arco di due manches e presero parte alla competizione 36 atleti (di cui 9 non superarono la Nations Cup, gara di qualificazione disputata il venerdì precedente) in rappresentanza di 16 differenti nazioni; campione uscente era l'italiano Dominik Fischnaller, che concluse la prova al terzo posto, e il titolo fu conquistato dal tedesco Felix Loch, al suo terzo alloro continentale nel singolo dopo quelli vinti nel 2013 e nel 2016, davanti al connazionale Johannes Ludwig, già argento nel 2014 e bronzo nel 2013, e a Dominik Fischnaller, alla sua seconda medaglia di bronzo europea nella specialità dopo quella conquistata nel 2014.
La speciale classifica riservata agli atleti under 23 vide primeggiare il tedesco Max Langenhan sul lettone Gints Bērziņš e l'altro tedesco Moritz Elias Bollmann, giunti rispettivamente decimo, dodicesimo e sedicesimo classificato nella gara senior.
| Pos. | Atleti               | Nazione  | 1ª manche | 2ª manche | Totale   | Distacco |
| ---- | -------------------- | -------- | --------- | --------- | -------- | -------- |
|      | Felix Loch           | Germania | 48"025    | 47"859    | 1'35"884 |          |
|      | Johannes Ludwig      | Germania | 48"069    | 48"035    | 1'36"104 | +0"220   |
|      | Dominik Fischnaller  | Italia   | 48"114    | 49"057    | 1'36"171 | +0"287   |
| 4    | Artūrs Dārznieks     | Lettonia | 48"098    | 48"094    | 1'36"192 | +0"308   |
| 5    | Semën Pavličenko     | Russia   | 48"208    | 48"047    | 1'36"255 | +0"371   |
| 6    | Aleksandr Gorbacevič | Russia   | 48"214    | 48"078    | 1'36"292 | +0"408   |
| 7    | Roman Repilov        | Russia   | 48"135    | 48"168    | 1'36"303 | +0"419   |
| 8    | Nico Gleirscher      | Austria  | 48"376    | 48"067    | 1'36"443 | +0"559   |
| 9    | Wolfgang Kindl       | Austria  | 48"141    | 48"357    | 1'36"498 | +0"614   |
| 10   | Max Langenhan        | Germania | 48"305    | 48"305    | 1'36"577 | +0"693   |

Nota: in grassetto il miglior tempo di manche.

### Doppio
La gara fu disputata il 9 gennaio 2021 nell'arco di due manches e presero parte alla competizione 46 atleti (di cui una coppia non superò la Nations Cup, gara di qualificazione disputata il venerdì precedente) in rappresentanza di 10 differenti nazioni; campioni uscenti erano i russi Aleksandr Denis'ev e Vladislav Antonov, che conclusero la prova al quindicesimo posto, e il titolo fu conquistato dai lettoni Andris Šics e Juris Šics, al loro primo alloro europeo di specialità dopo l'argento vinto nel 2018 e i due bronzi colti nel 2015 e nel 2019, davanti ai tedeschi Tobias Wendl e Tobias Arlt, già campioni mondiali nel 2015, nel 2017 e nel 2019, e all'altra coppia lettone formata da Mārtiņš Bots e Roberts Plūme, alla loro prima medaglia iridata in assoluto.
La speciale classifica riservata agli atleti under 23 vide primeggiare i lettoni Mārtiņš Bots e Roberts Plūme sui russi Vsevolod Kaškin e Konstantin Koršunov e gli italiani Ivan Nagler e Fabian Malleier, giunti rispettivamente terzi, quarti e dodicesimi classificati nella gara senior.
| Pos. | Atleti                                | Nazione  | 1ª manche | 2ª manche | Totale   | Distacco |
| ---- | ------------------------------------- | -------- | --------- | --------- | -------- | -------- |
|      | Andris Šics Juris Šics                | Lettonia | 41"779    | 41"831    | 1'23"610 | –        |
|      | Tobias Wendl Tobias Arlt              | Germania | 41"814    | 41"825    | 1'23"639 | +0"029   |
|      | Mārtiņš Bots Roberts Plūme            | Lettonia | 41"863    | 41"847    | 1'23"710 | +0"100   |
| 4    | Vsevolod Kaškin Konstantin Koršunov   | Russia   | 41"914    | 42"012    | 1'23"926 | +0"316   |
| 5    | Thomas Steu Lorenz Koller             | Austria  | 41"961    | 41"985    | 1'23"946 | +0"336   |
| 6    | Oskars Gudramovičs Pēteris Kalniņš    | Lettonia | 41"993    | 41"967    | 1'23"960 | +0"350   |
| 7    | Ludwig Rieder Patrick Rastner         | Italia   | 42"029    | 41"989    | 1'24"018 | +0"408   |
| 8    | Wojciech Chmielewski Jakub Kowalewski | Polonia  | 42"113    | 42"223    | 1'24"336 | +0"726   |
| 9    | Yannick Müller Armin Frauscher        | Austria  | 42"198    | 42"141    | 1'24"339 | +0"729   |
| 10   | Emanuel Rieder Simon Kainzwaldner     | Italia   | 42"223    | 42"183    | 1'24"406 | +0"796   |

Nota: in grassetto il miglior tempo di manche.

### Gara a squadre
La gara fu disputata il 10 gennaio 2021 e ogni squadra nazionale prese parte alla competizione con una sola formazione; nello specifico la prova vide la partenza di una "staffetta" composta da una singolarista donna e un singolarista uomo, nonché da un doppio per ognuna delle 9 formazioni in gara, che scesero lungo il tracciato consecutivamente senza interruzione dei tempi tra un atleta e l'altro; il tempo totale così ottenuto laureò campione la nazionale russa di Tat'jana Ivanova, Semën Pavličenko, Vsevolod Kaškin e Konstantin Koršunov davanti alla squadra lettone composta da Elīza Tīruma, Artūrs Dārznieks, Andris Šics e Juris Šics e a quella tedesca formata da Natalie Geisenberger, Felix Loch, Tobias Wendl e Tobias Arlt
| Pos. | Nazione    | Atlete/i                                                                     | Totale   | Distacco |
| ---- | ---------- | ---------------------------------------------------------------------------- | -------- | -------- |
|      | Russia     | Tat'jana Ivanova Semën Pavličenko Vsevolod Kaškin / Konstantin Koršunov      | 2'12"833 | –        |
|      | Lettonia   | Elīza Tīruma Artūrs Dārznieks Andris Šics / Juris Šics                       | 2'13"000 | +0"167   |
|      | Germania   | Natalie Geisenberger Felix Loch Tobias Wendl / Tobias Arlt                   | 2'13"022 | +0"189   |
| 4    | Italia     | Andrea Vötter Dominik Fischnaller Ludwig Rieder / Patrick Rastner            | 2'13"649 | +0"816   |
| 5    | Slovacchia | Katarína Šimoňáková Jozef Ninis Tomáš Vaverčák / Matej Zmij                  | 2'14"861 | +2"028   |
| 6    | Ucraina    | Olena Stec'kiv Andrij Mandzij Ihor Stachiv / Andrij Lysec'kyj                | 2'15"093 | +2"260   |
| 7    | Polonia    | Klaudia Domaradzka Mateusz Sochowicz Wojciech Chmielewski / Jakub Kowalewski | 2'15"417 | +2"584   |
| -    | Austria    | Madeleine Egle Nico Gleirscher Thomas Steu / Lorenz Koller                   | DSQ      | -        |

Note: DSQ = squalificati (disqualified).

## Medagliere
| Pos.   | Nazione  | Oro | Argento | Bronzo | Totale |
| ------ | -------- | --- | ------- | ------ | ------ |
| 1      | Russia   | 2   | 0       | 1      | 3      |
| 2      | Germania | 1   | 3       | 1      | 4      |
| 3      | Lettonia | 1   | 1       | 1      | 3      |
| 4      | Italia   | 0   | 0       | 1      | 1      |
| Totale | Totale   | 4   | 4       | 4      | 12     |